# Adagio y allegro (Schumann)

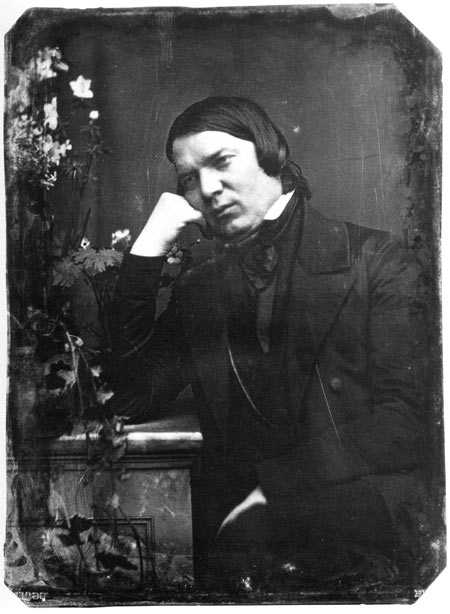
Robert Schumann en 1850.

Adagio y allegro para piano y trompa en la bemol mayor, Op. 70 es una pieza camerística compuesta por Robert Schumann en 1849.

## Historia
La composición se desarrolló entre el 14 y el 17 de febrero de 1849. El título previsto inicialmente era "Romanza y allegro", aunque el compositor más tarde se decidió por "Adagio y allegro". Poco tiempo después de terminar esta obra, Clara Schumann comentó:

«La pieza es brillante, fresca y apasionada – justo el tipo de pieza que me gusta.»

Schumann planeó ediciones alternativas antes de que se imprimiera en las que se puede sustituir la trompa ad libitum por violonchelo o violín. Robert también publicó versiones de la pieza con el violín o el violonchelo como solistas. El éxito de la versión para trompa del Adagio y allegro fue un factor importante en la decisión de Schumann de escribir el Konzertstück para cuatro trompas y orquesta, Op. 86 ese mismo año.
El año 1849 fue el más productivo de Schumann en cuanto al número de composiciones, pero también fue extremadamente rico en cuanto a la variedad de obras, que incluían piezas corales, canciones, piezas para piano, obras para solista(s) y orquesta, y varias piezas de cámara para instrumento solista y piano. En algunas de estas obras hizo uso de la relativamente nueva trompa de válvulas, que había comenzado a aparecer en las orquestas en la década de 1830. Uno de los objetivos de Schumann en aquella época era crear música significativa que los aficionados pudieran utilizar para mejorar sus habilidades con sus instrumentos con lo que se denominaba Hausmusik: música significativa y artística que pudieran tocar en privado, en casa. Esta es una de estas obras, pero en realidad se necesita un aficionado extremadamente hábil para satisfacer las exigencias técnicas de la pieza.

## Estructura y análisis
La obra consta de dos movimientos:
- I. Adagio. Langsam, mit innigem Ausdruck, en la bemol mayor 4
4
- II. Allegro. Rasch und feurig – Etwas ruhigert – Tempo I, en la bemol mayor 4
4

La interpretación de la obra dura aproximadamente 10 minutos.   

### I.Adagio
El primer movimiento, Adagio, lleva la indicación Langsam, mit innigem Ausdruck que significa "Lentamente, con expresión íntima". Está escrito en la tonalidad de la bemol mayor y en compás de 4/4. Presenta un carácter lento y melancólico. Se basa en una melodía que aprovecha la capacidad de la trompa de válvulas para tocar con precisión notas de semitonos. Tiene el porte de las canciones melancólicas de Schumann, que requieren resistencia para sostener las frases líricas.

### II.Allegro
El segundo movimiento, Allegro, lleva la indicación Rasch und feurig – Etwas ruhigert – Tempo I que significa "Rápido y fogoso - Un poco más tranquilo - Tempo I". Está en la misma tonalidad y el mismo compás que el anterior movimiento. Se trata de una "pieza de bravura" rápida y muy difícil que ofrece a los trompistas o violonchelistas muchas oportunidades de brillar como solistas. Estructuralmente responde a la forma rondó. Consta de una sección principal brillante y vigorosa, que utiliza toda la gama de la trompa en figuras de fuego rápido, alternando con episodios más poéticos que comparten motivos melódicos y rítmicos con el Adagio.

## Discografía selecta
Versión para trompa y piano
- 1989 – Michael Höltzel (trompa) y Friedrich Wilhelm Schnurr (Dabringhaus und Grimm MDG 3240908-2)
- 2000 – Thomas Crome (trompa) y Gunther Hauer (BRS-CD)
- 2008 – Peter Damm (trompa) y Amadeus Webersinke (Berlin Classics 0031 732 BC)

Versión para violonchelo y piano
- De los años 50 existe, entre otros, un disco de interpretación con Ottomar Borwitzky, entonces violonchelista solista de la Filarmónica de Berlín.
- 1988 – Heinrich Schiff y Gerhard Oppitz (Philips 422 414-2)
- 2000 – Mischa Maisky y Martha Argerich (DG)